# Saint-Pryvé-Saint-Mesmin

Saint-Pryvé-Saint-Mesmin este o comună în departamentul Loiret din centrul Franței. În 1 ianuarie 2022 avea o populație de 6.200 de locuitori.